# Faucaria
Faucaria és un gènere de plantes suculentes oriünd de la província del Cap (Sud-àfrica).

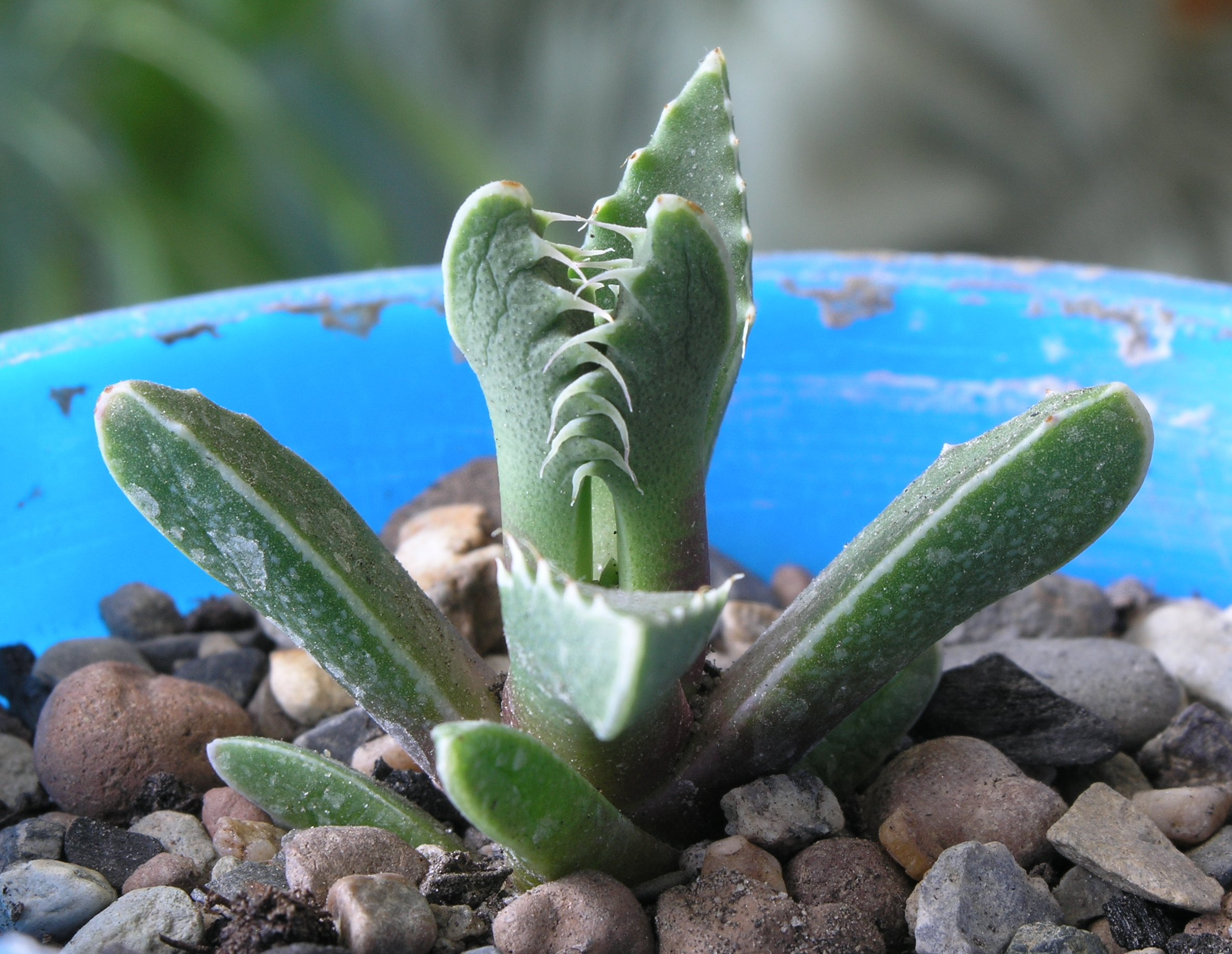
Faucaria tigrina

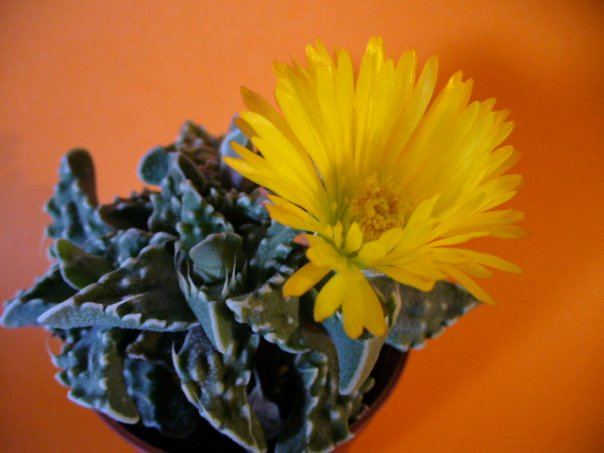
Faucaria sp

## Descripció
Formen denses agrupacions de plantes que no sobrepassen els 10-15 cm d'altura.
Creixen en forma de roseta sobre una curta tija d'arrels carnoses. Cada roseta està composta per entre 6 o 8 fulles decusades i gruixudes, gairebé semicilíndriques a la zona basal, on es tendeixen a convertir en aquillades cap a la meitat, són de forma romboïdal o entre espatulada i una mica allargada a lanceolada, en els marges tenen uns agullons cartilaginosos molt corbats cap a l'interior i freqüentment amb arestes. La seva grandària, depèn de l'espècie, oscil·la entre els 2 a 4 cm de llarg i 1,5 a 2,5 cm d'ample. El color varia entre verd fosc a verd grisenc amb punts blancs repartit per tota la superfície. Les flors grogues o groc daurades, neixen solitàries o en parelles, són sèssils d'uns 3 a 5 cm de diàmetre i sorgeixen del centre de cada roseta. La floració es dona a la tardor, en exemplars de dos anys o fins i tot més joves.

## Taxonomia
El gènere va ser descrit per Martin Heinrich Gustav Schwantes i publicat a Zeitschrift für Sukkulentenkunde. Berlín 2: 177. 1926.
Etimologia
Faucaria: nom genèric que deriva de la paraula fauces = 'boca', en al·lusió a l'aspecte de boca que tenen les fulles de la planta.

## Espècies acceptades
A continuació s'ofereix una llista de les espècies del gènere Faucaria acceptades fins al juliol de 2011, ordenades alfabèticament. Per a cadascuna s'indica el nom binomial seguit de l'autor, abreujat segons les convencions i usos, i la publicació vàlida:
- Faucaria bosscheana (A.Berger) Schwantes
- Faucaria felina (L.) Schwantes
- Faucaria gratiae L. Bolus
- Faucaria nemorosa L. Bolus ex-L. E. Groen
- Faucaria subintegra L. Bolus
- Faucaria tigrina (Haw.) Schwantes